# Giovanni Andrea Ansaldo

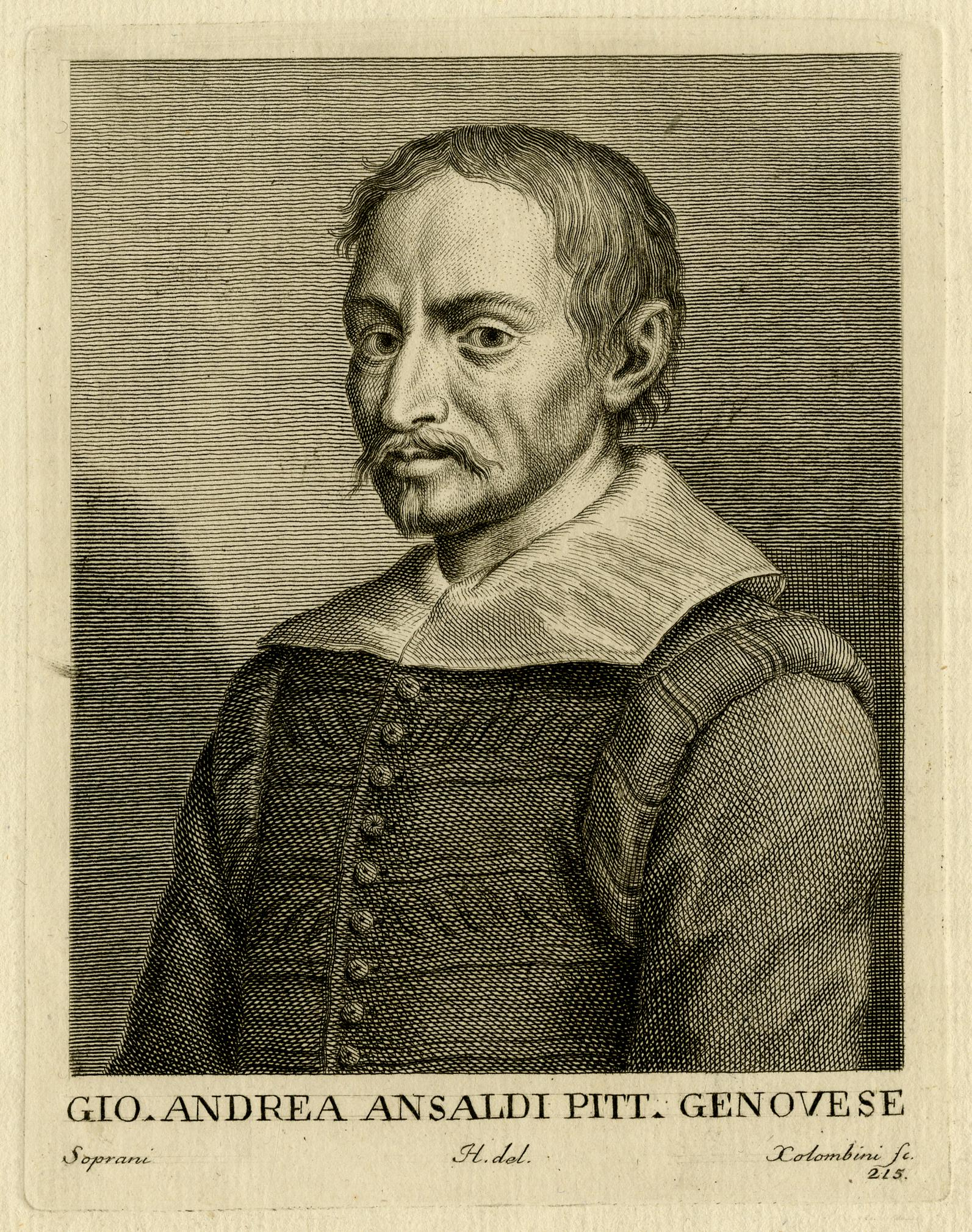
Giovanni Andrea Ansaldo según grabado de Cosimo Colombini por dibujo de Raffaele Soprani para la Serie degli Uomini i più illustri nella pittura, scultura e architettura editada en Florencia en 1769-1775, por Gaetano Cambiagi.

Giovanni Andrea Ansaldo o Ansaldi (Voltri, 24 de agosto de 1584-Génova, 20 de agosto de 1638) fue un pintor barroco italiano.

## Biografía
Aunque formado en Génova en el taller de Orazio Cambiaso, hijo de Luca Cambiaso, parece probable el trato, desde pronto, con Bernardo Strozzi, cuya influencia es muy notable ya en sus primeras obras conocidas. Cuenta Raffaele Soprani que cuando comenzó a pintar de forma independiente  se hizo prestar de un amigo un cuadro del Veronés y que lo copió tantas veces que pudo finalmente absorber el «sabroso manjar» de tintas que lo caracterizaría. Con esas influencias, junto con la de Rubens y Van Dyck, especialmente en el color, y la del manierismo lombardo de Giulio Cesare Procaccini, acabaría configurando un estilo personal, calificado de ecléctico, que no llega a ser abiertamente barroco, pero con un dominio de la perspectiva, aprendida de los Cambiaso y los grandes decoradores fresquistas genoveses, que le permitirá llegar a convertirse en uno de los precursores de la perspectiva ilusionista en pinturas como la de la bóveda de la capilla de san Carlos, en la iglesia parroquial de Albissola Marina (1622-1623), o en las de la cúpula de la basílica de la Santissima Annunziata del Vastato en Génova, en la que trabajó desde 1635 hasta poco antes de su muerte, donde se dan cita perspectiva lineal y aérea.
Trabajó para los Spinola pintando al fresco en la villa campestre familiar de Sampierdarena, por encargo de Giovanni Battista Spinola, un ciclo decorativo dedicado a conmemorar las gestas militares de sus antepasados y las empresas flamencas del más reciente y más famoso de ellos, el general Ambrogio Spinola, al servicio de la Corona española. Hay además noticia de un segundo ciclo con el mismo objeto glorificador en la galería de levante del palacio urbano familiar, el palacio Doria Spinola, este pintado en colaboración con Giovanni Lanfranco y en fecha algo posterior —pues incluía ya la rendición de Breda en 1625— desaparecido al ser destruida la galería para la que se desarrolló en 1877.
En la pintura de caballete y al óleo, en la que también es manifiesto su interés por la perspectiva, cultivó principalmente la pintura religiosa (Huida a Egipto, Roma, Gallerie Nazionali d'Arte Antica; Banquete de Herodes y Salomé con la cabeza del Bautista, Génova, Galleria di Palazzo Bianco, el Bautismo de los Reyes Magos, Génova, iglesia de Santa Fede, o la Última Cena de la Accademia Ligustica, entre otras obras notables, de la que Soprani dice que la elegancia del dibujo no cede a la vivacidad de los colores, la artificiosa degradación de los planos y la majestuosidad de la arquitectura).
De su producción llegó a España en fecha temprana un Martirio de san Sebastián firmado y fechado en 1621, destinado a la Catedral de la Santa Cruz de Cádiz, donde se conserva en la capilla de su título. De él escribió Raffaele Soprani, primer biógrafo de Ansaldo, que era obra pintada con gran atención y estudio y que había sido enviada a Cádiz, donde «per l'eccellenza sua è tenuta en gran pregio e veneratione di tutto quel popolo».
Fueron sus discípulos Orazio de Ferrari y Gioacchino Assereto.